# Singles (альбом Nirvana)
Singles — сборник синглов американской гранж-группы Nirvana, выпущенный в Европе в 1995 году уже после смерти фронтмена группы Курта Кобейна. Сборник включает в себя шесть CD: четыре из альбома Nevermind («Smells Like Teen Spirit», «Come as You Are», «In Bloom» и «Lithium») и два из альбома In Utero («Heart-Shaped Box» и «All Apologies»).

## Список композиций
Все песни написаны Куртом Кобейном, если не указано другое.
«Smells Like Teen Spirit»
1. «Smells Like Teen Spirit» (написана Кобейном, Гролом и Новоселичем) – 4:39
2. «Even in His Youth» (Кобейн/Грол/Новоселич) – 3:06
3. «Aneurysm» (Кобейн/Грол/Новоселич) – 4:46

«Come as You Are»
1. «Come as You Are»
2. «Endless, Nameless»
3. «School» [live-версия, записанная в Paramount Theatre 31 октября 1991 года]
4. «Drain You» [live-версия, записанная в Paramount Theatre 31 октября 1991 года]

«In Bloom»
1. «In Bloom»
2. «Sliver» [live-версия, записанная в O'Brien Pavilion 28 декабря 1991 года]
3. «Polly» [live-версия, записанная в O'Brien Pavilion 28 декабря 1991 года]

«Lithium»
1. «Lithium»
2. «Been a Son» [live-версия, записанная в Paramount Theatre 31 октября 1991 года]
3. «Curmudgeon»

«Heart-Shaped Box»
1. «Heart-Shaped Box»
2. «Milk It»
3. «Marigold» (написана Гролом)

«All Apologies/Rape Me»
1. «All Apologies«»
2. «Rape Me»
3. «Moist Vagina»

## Позиции в чартах
| Год  | Чарт                 | Позиция |
| ---- | -------------------- | ------- |
| 1995 | French Singles Chart | 17      |
| 1995 | UK Albums Chart      | 101     |